# Anse des Îles
Anse des Îles est une plage de sable ocre située au sud de Sainte-Rose, en Guadeloupe.

## Description
Anse des Îles, s'étendant sur 416 m, se situe au sud de Sainte-Rose entre la plage de Clugny et la pointe des Îles. Facilement accessible mais discrète, elle est peu fréquentée sauf par les familles locales qui apprécient l'espace qu'elle offre pour les bivouacs et les pique-niques. La plage offre aussi une vue panoramique sur l'îlet à Kahouanne, Tête à l'Anglais et, les jours de temps clairs l'île de Montserrat,.

## Histoire
En 2018, un trafic de drogues y est démantelé. Sur les 500 kg de cannabis qui devaient y être débarqués, 113 kilos enfermés dans des ballots sont retrouvés. 

## Galerie

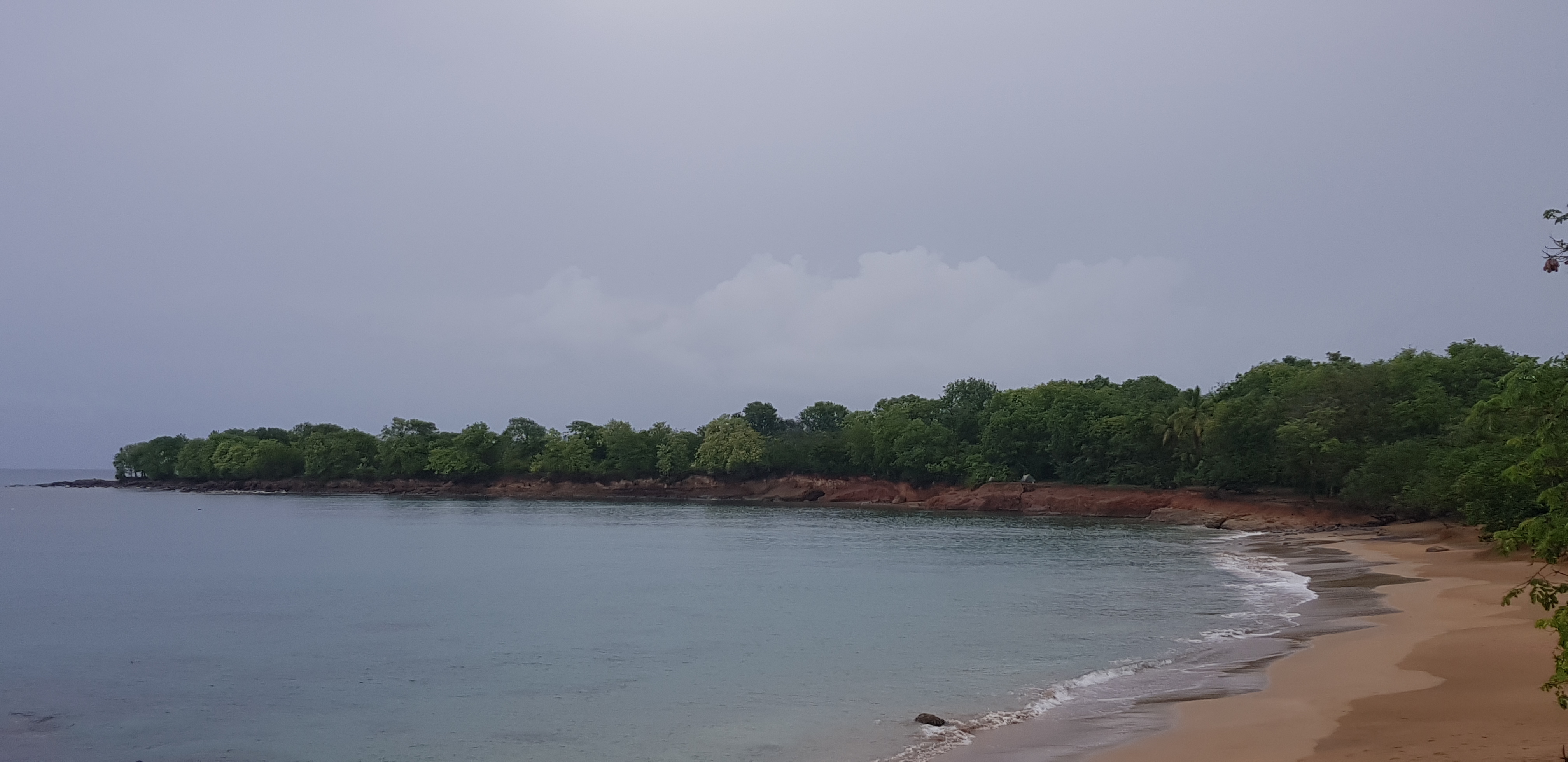
La Pointe des Îles
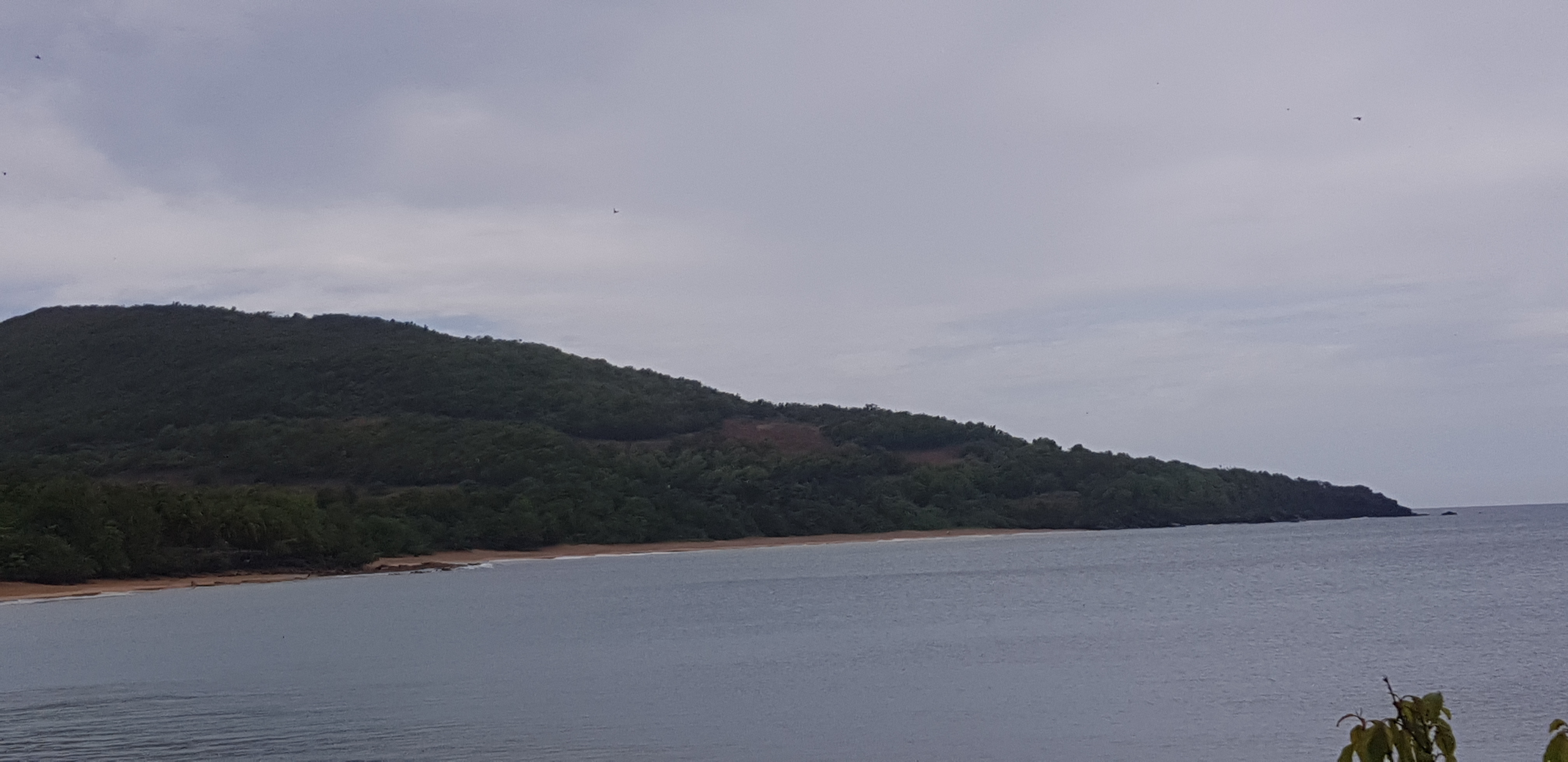
La Pointe du Vieux-Fort vue de Anse des îles